# Kubanischer Hip-Hop
Hip-Hop Musik erreichte Kuba durch Radio- und TV-Ausstrahlungen aus Miami. Während der 1980er drehte sich die kubanische Hip-Hop Kultur hauptsächlich um den Breakdance. Aber mit den 1990ern, dem Zusammenbruch der Sowjetunion und dem Beginn der Sonderperiode suchten junge Rapper nach Möglichkeiten, ihre Enttäuschung auszudrücken.

## Frühe Tage: Import
Anfangs wurde der Hip-Hop mit Skepsis begutachtet, und zwar nicht nur von der Regierung, sondern auch von der Gesellschaft. Solange Rapper sich die aggressive Haltung und Textinhalte der US-Rapper zu eigen machten, wurde Hip-Hop nur als ein weiterer kultureller Eingriff der USA angesehen, der die Gewalt und Probleme der Ghettos mit sich brachte.
Dies änderte sich allmählich, als die Rapper begannen, ihre eigene Wirklichkeit umzusetzen und sich der traditionellen kubanischen Kultur zu bedienen.
Sowohl die Änderung der Einstellung zum Hip-Hop als auch die Annäherung an eine bodenständige Ausdrucksweise wurde teilweise durch die Beteiligung von Nehanda Abiodun erleichtert, einer amerikanischen Aktivistin der Black Liberation Army im kubanischen Exil.
Verärgert über das, was sie als blinde Nachahmung der kommerziellen amerikanischen Rapkultur mit ihrer Schilderung von Gangsterleben, Gewalt und Frauenfeindlichkeit sah, begann Abiodun eine Zusammenarbeit mit dem Malcom X Grassroots Movement in den USA und brachte alternative Hip-Hop-Künstler nach Kuba. Dies führte zu den Black-August-Benefizkonzerten in New York und Havanna.
Weiter leisteten der Rockpromoter Rodolfo Renzoli und Grupo Uno einen Beitrag zur Wahrnehmung des Hip-Hop als authentische kubanische Kultur, ein Kollektiv aus einem Kulturzentrums Osthavannas. Mit Hilfe der Asociación Hermanos Saíz (AHS), der staatlichen Organisation für Nachwuchskünstler, riefen sie 1995 ein jährliches Hip-Hop-Festival im Havanna-Distrikt Alamar ins Leben, das von vielen als Geburtsort des kubanischen Hip-Hop angesehen wird. Ariel Fernández von der AHS vergleicht kubanischen Hip-Hop mit der Nueva Trova der 1960er – eine Revolution während der Revolution. In seinen Worten, "ist die soziale Rolle, die er spielt sehr wichtig. Kubanischer Rap kritisiert die Mängel, die es in unserer Gesellschaft gibt, aber auf eine konstruktive Art, die die Jugend bilder und Freiräume für den Aufbau einer besseren Gesellschaft schafft."
Kubanischer Hip-Hop finde im Kontext von Fidel Castros Maxime "innerhalb der Revolution alles" statt, nach der die kritische Debatten erlaubt sind, solange sie nicht als konterrevolutionär betrachtet werden. Unvermeidlicherweise bildet der kubanische Hip-Hop als eine auf individuellem Ausdruck des Alltags beruhende Kunstform oft einen Grenzfall für diese Unterscheidung.
So finden sich Rapper oft von der kubanischen Polizei belästigt, zu deren Aufgaben es gehört, die Gesellschaft vor konterrevolutionären Handlungen aufzuspüren. Was jedoch konterrevolutionär ist und was nicht, stellt eine ganz eigene Debatte dar.
Um die Dynamik der Situation darzustellen: während eines Falles, in dem die Polizei versuchte, ein Hip-Hop Konzert zu beenden, weil es subversiv sei, erschien der Kulturminister und betonte, dass das, was da stattfand, wichtig für die Revolution wäre und weiterzugehen habe.
Harry Belafonte wird zugeschrieben, Fidel Castro während eines Essens die Hip-Hop-Kultur erklärt zu haben. Fidel war so beeindruckt, dass er Hip-Hop "die Avantgarde der Revolution" nannte und bei der Eröffnung eines Baseballspieles sogar rappend neben der Gruppe Doble Filo gesehen wurde.
2000 begannen auch die offiziellen kubanischen Labels BIS und EGREM Hip-Hop zu veröffentlichen, angefangen mit Obsesión, Triangulo Oscuro und Sin Palabras. Weiter wären aus jüngerer Zeit zu nennen die Rapperinnen La Fres-k und Telmary Díaz (vor ihrem Alleingang Mitglied bei Free Hole Negro), die alternativen Hiphopper Hoyo Colorao und das Reggaeton-Trio Bases Llenas.

## Aktuelle Ereignisse
2002 gründete die Regierung die Agencia Cubana de Rap mit ihrem eigenen Plattenlabel und Hip-Hop Magazin, um die Kunstform auf der Insel zu unterstützen. Wöchentliche Radio- und TV-Shows wurden gestartet.
Mit offizieller Sanktion und Hilfsmitteln wurde das Alamar Rapfestival in ein jährliches Internationales Hip-Hop Festival geformt, das im August abgehalten wird. Die Veranstaltung hat viele internationale Künstler angelockt, u. a. von den USA Mos Def, Talib Kweli, The Roots, Common und Dead Prez. Workshops, Filmvorführungen und Gespräche werden in Verknüpfung mit Debatten über Kultur und Texte abgehalten.
Es wird geschätzt, dass es auf Kuba knapp 500 Hip-Hop Gruppen gibt. Wie auch immer, während es großes Interesse von Hochschulen und Medien gab, haben es einige wenige kubanische Gruppen geschafft außerhalb der Insel gehört zu werden.
Die erste Gruppe, die es international schaffte, waren Orishas, die nun in Frankreich beheimatet sind.
2002 wurde das Album Cuban Hip Hop Allstars, produziert von Pablo Herrera, in den USA veröffentlicht, einige der besten Gruppen der damaligen Zeit beinhaltend.
Eine andere international, durch Italien, veröffentlichte Gruppe ist Clan 537, die mit "Quien Tiro La Tiza" zu Ruhm gelang.
Viele andere Gruppen flohen ins freie Internet, um per MP3 gehört zu werden.